# Сјогрен синдром антиген Б
Сјогрен синдром антиген Б (акроним SSB — Sjögren syndrome type B antigen), такође познат и као лупусни аутоантиген (La) или SSB/La, је антиген најчешће повезана са настанком аутоимунских поремећаја, као што Сјогренов синдром и системски еритемски лупус. SSB/La по свом саставу је протеин који је еволуирао од квасца до човека. Обично се налази у ћелијском језгру и цитоплазми, где игра фундаменталну улогу у различитим процесима метаболизма РНК.

## Улога
SSB/La је, према истраживањима, укључен у различите процесе метаболизма РНК, укључујући ту и његово посредовање у процесу настајања транскрипата РНК полимеразе III и прекурсора tRNAs (пре-tRNAs), кроз прихватање за карактеристичне 3′ UUU (OH) завршетке.
Уласком у метаболичке процесе SSB/La штити пре-tRNAs од неспецифичне егзонуклеазе и дигестијом обезбеђује правилну трансформацију лидера 5' и 3' секвенци пре-tRNAs у специфичне рибонуклеозоме као што су RNase P и RNase Z.
Реактивност SSB/La протеин је првобитно била откривена у аутоантителима болесника са Сјогреновим синдром и системским еритемским лупусом. Студије у тим болестима показале су да miRNA имају важну улогу у одржавању хомеостазе имунског система тј у очувању аутоимуности.
Болесници који пате од Сјогреновог синдрома и системског еритемског лупуса, често производе аутоантитела против специфичних класа РНК за везивања протеина. Ови аутоантигени (поред многих других) укључују и SSB/La аутантитела.
Откриће да аутоантиген SSB/La функционише као кључни регулатор глобалне експресије miRNA, наметнуоло је потребу за новим истраживањима како би се утврдило да ли инактивацијом SSB/La аутоантитела, може изостати регулација експресије гена, и/или фосфорилација, која директно доприноси патогенези аутоимунских болести.

## Интеракција
У бројним студијама доказано је да Сјогрен синдром антиген Б ступа у интеракцију са нуклеолином.

## Значај SSB/La у дијагностици
Тестовима крви може се утврдити да ли болесник има висок ниво антитела која указују на одређена аутоимунске болести, као што су то анти-нуклеарна антитела (АНА) и реуматоидни фактор (SS/Ro), који су повезани са аутоимунским болестима.
Тако се нпр. у дијагностици Сјогреновог синдрома и системског еритемског лупуса користи метода одређивања типична анти-нуклеарног антитела (АНА ) SSB/La и SSS/Ro, од којих је. SSB/La далеко поузданији код ових болести од SSS/Ro који је мање специфичан јер је поред у овим болестима присутан и у бројним другим аутоимунским болестима.